# درک تر هار
 درک تر هار (هلندی: Dirk ter Haar؛ زاده ۱۹ آوریل ۱۹۱۹ درگذشته ۳ سپتامبر ۲۰۰۲) یک فیزیک‌دان اهل هلند بود.